# Pealius cinnamomi
Pealius cinnamomi es un hemíptero de la familia Aleyrodidae, con una subfamilia: Aleyrodinae.
Fue descrita científicamente por primera vez por David & Sundararaj en 1991.